# Lettisk mytologi

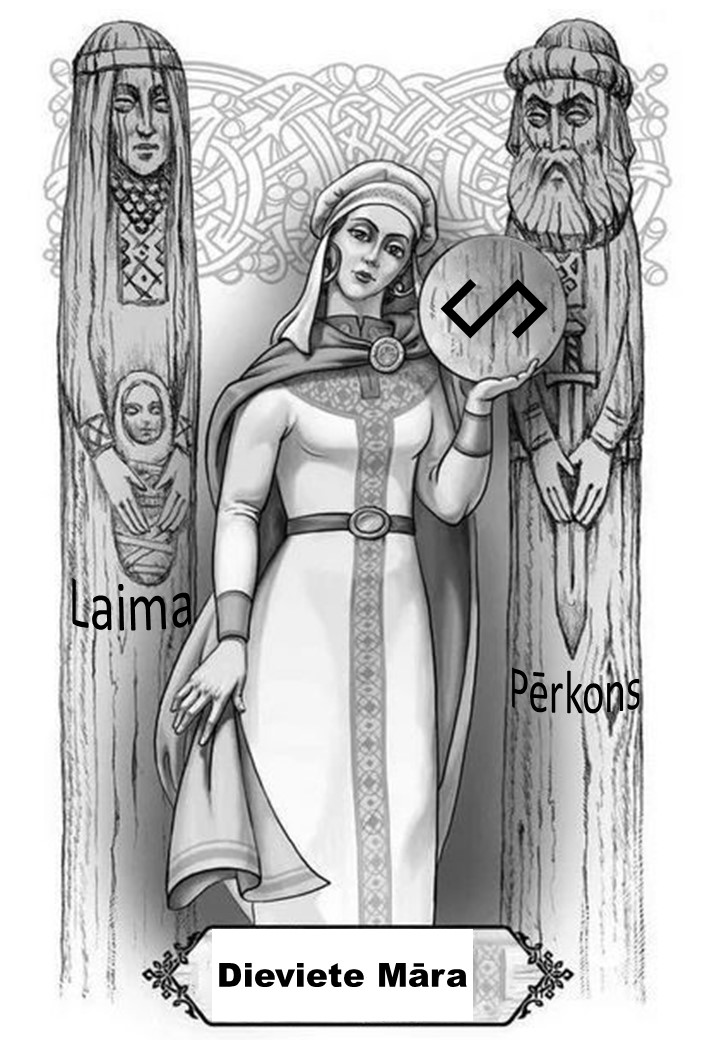
Den lettiska gudinnan Māra jämte Laima och Pērkons.

Lettisk mytologi är den polyteistiska religionen som utövades av  letterna innan landet kristnandes på 1200-talet.  Den utgjorde en del av den bredare baltiska mytologin, tillsammans med litauisk mytologi.